# جرائم ذوي الياقات البيضاء
جرائم ذوي الياقات البيضاء مصطلح يطلق على الجرائم غيرالعنيفة والمرتكبة لدوافع مالية من قبل رجال الأعمال وأصحاب النفوذ. في علم الجريمة عرّف المتخصص بعلم الاجتماع إدوين سذرلاند المصطلح لأول مرة في عام 1939 بأنه«جريمة يرتكبها فرد من ذوي الطبقات الاجتماعية العليا وله مكانة مرموقة في نطاق مهنته». وتشمل جرائم ذوي الياقات البيضاء: الاحتيال والرشوة ومخططات بونزي والتجارة من الداخل والاختلاس والجرائم الإلكترونية وانتهاك حقوق الطبع وغسيل الأموال وانتحال الشخصية والتزييف .

## قضايا تعريفية
يرفض علم الجريمة الحديث تقييد المصطلح بل يصنفه حسب نوع الجريمة والموضوع:
- حسب نوع الجنحة، على سبيل المثال: جرائم الملكية وجرائم اقتصادية وجرائم شركات أخرى مثل مخالفة قانون البيئة والصحة والسلامة. بعض الجرائم ممكنة الحدوث فقط بسبب هوية الجاني، فمثلا عملية غسيل الأموال العابرة للحدودالوطنية تتطلب إشراك كبارالموظفين العاملين في البنوك. لكن مكتب التحقيقات الفدرالي تبنى أسلوباً دقيقاً في تعريف جرائم ذوي الياقات البيضاء وهي «تلك الأفعال غيرالقانونية التي تتسم بالخداع والتستر والإخلال بالثقة والتي لا تعتمد على التهديد باستخدام القوة الجسدية أو العنف» (1989). ويعد هذا الأسلوب واسع الانتشار نسبيًا في الولايات المتحدة، إذ أن حفظ السجلات لا يجمع البيانات الاجتماعية الاقتصادية للجناة على نحوٍ كافٍ، والذي يصعب في المقابل عملية تقييم البحث والسياسة. وفيما يظل حجم وتكلفة جرائم ذوي الياقات البيضاء غيرمعروفين، يقدر مكتب التحقيقات الفدرالي وجمعية المدققين المعتمدين لمكافحة عمليات الغش التكلفة السنوية للولايات المتحدة بـ 300 إلى 660 مليار دولار.[2]
- حسب مواصفات الجاني، مثل الطبقة الاجتماعية أو الحالة الاجتماعية-الاقتصادية، وشغل مناصب الثقة أو المهنة، أو المؤهل الأكاديمي، وبحث دوافع السلوك الإجرامي مثل الجشع أو الخوف من فقدان السمعة التجارية إذا ما أصبحت الصعوبات الاقتصادية جلية. ويشير (Shover and Wright(2000 شوفر ورايت إلى الحياد الهام لجريمة ما كما نص عليه في القانون. والذي يصف السلوك على نحو نظري وليس بالرجوع إلى شخصية الأفراد الذين يقدمون على هذا السلوك. لهذا، فإن الجانب الوحيد الذي تختلف فيه جريمة عن أخرى هوالتجارب السابقة لمرتكبيها وخصائصهم. ويتسم معظم إن لم يكن جميع مجرمو الياقات البيضاء بحياة الامتياز، أكثرها ذات أصول في التباين الطبقي.
- حسب الثقافة التنظيمية لا الجاني أو الجنحة اللذين يتداخلان مع الجريمة المنظمة. ويقدم Appelbaum and Chambliss آبلبوم وشامبليس تعريفان ذا وجهين:[3]
  - الجرائم المهنية التي تظهر عند ارتكاب جرائم لدعم الاهتمامات الشخصية، عن طريق التلاعب بالسجلات والمغالاة بالأسعار أو غش أصحاب المهنة للزبائن.
  - الجرائم التنظيمية أو جرائم الشركات التي تظهر عندما يرتكب المدراء التنفيذيون أفعال إجرامية لانتفاع شركاتهم سواء بالمغالاة بالأسعار أو تثبيتها والدعاية المضللة...إلخ.

## علاقتها بأنواع أخرى من الجرائم

### جرائم ذوي الياقات الزرقاء
إن أنواع الجرائم المرتكبة ما هي إلا تجسيد لوظيفة الجاني المحتمل وما هو متاح له. لذلك فإن العاملين في بيئات العمل التي لا تتطلب مهارة والقاطنين في المناطق الداخلية من المدينة ليست لديهم وظائف كثيرة يمكنهم من خلالها الاستثمار على عكس من يشغلون وظائف حيث المعاملات المالية الكبيرة ويقطنون في مناطق ذات ازدهار نسبي. وتميل جرائم الياقات الزرقاء إلى أن تكون واضحة جلية فتجذب انتباه الشرطة، مثل: التخريب أو السرقة (سرقة المتاجر)؛مما يمكن ذوي الياقات البيضاء بالمقابل من الجمع بين السلوك القانوني والإجرامي وبالتالي جعل أنفسهم أقل عرضة لجذب الانتباه عند ارتكاب الجريمة. لذا تتطلب جرائم ذوي الياقات الزرقاء في أغلب الأحيان قوة جسدية، في حين أن في عالم الشركات يكون إثبات هوية الضحية أقل وضوحًا وتكون مشكلة التبليغ معقدة بفعل ثقافة السرية التجارية لحماية حقوق حملة الأسهم. ويقدر أن عدداً كبيراً من جرائم الياقات البيضاء غير مكتشفة وإن كشفت لا يتم التبليغ عنها.

### جرائم الشركات
تتعلق جرائم الشركات بالشركة بأكملها. وينتفع من الجريمة المستثمرون وأصحاب المناصب العليا في الشركة أوالشركة المساهمة. ويكمن وجه الشبه بين جرائم ذوي الياقات البيضاء وجرائم الشركات في أن الاثنين ضمن عالم الأعمال، والفرق في أن جرائم ذوي الياقات البيضاء ينتفع منها الفرد المتورط فيها بينما تنتفع الشركة أو الشركة المساهمة من جرائم الشركات. ومن قضايا التجارة من الداخل المعروفة جيدًا في الولايات المتحدة قضية تداول أسهم آيمكلون. ففي ديسمبر 2001 قام كبار المسؤولين التنفيذيين ببيع أسهمهم في أنظمة آيمكلون وهي شركة دوائية قامت بتصنيع دواء مضاد للسرطان. فقامت هيئة الأوراق المالية والبورصات الأمريكية بالتحقيق مع عدد من كبار المسؤولين التنفيذيين إضافةً إلى مارثا ستيوارت وهي صديقة للرئيس التنفيذي السابق لآيمكلون والتي باعت أسهمها في الوقت ذاته؛ وتوصلت الهيئة إلى تسوية في عام 2005.

### جرائم شركات الدولة
يكون التفاوض حول الاتفاقات بين دولة وشركة مساهمة على مستوى كبير نسبيا من كلا الطرفين وهذا ما يتيح الفرصة لارتكاب الجرائم. وعلى الرغم من أن قوات الأمن تزعم بأنها قد جعلت جرائم ذوي الياقات البيضاء ضمن أولوياتها إلا أن الأدلة تشير إلى عكس ذلك. ويسمى أحيانًا انخراط أصحاب المناصب العليا من الشركات المساهمة في نشاط إجرامي عن طريق الشركة بـ احتيال الإدارة.

### الجرائم المنظمة العابرة للحدود الوطنية
هي تلك الأنشطة الإجرامية التي تحدث عبر الحدود الوطنية، ومع تطور النقل وتكنولوجيا المعلومات فقد احتاج المسؤولون القانونيون وصناع السياسة للاستجابة لهذا النوع من الجرائم على الصعيد العالمي. وتشمل هذه الجرائم: الاتجار بالبشر وغسيل الأموال وتهريب المخدرات والمتاجرة غير القانونية بالسلاح والإرهاب والجرائم الإلكترونية. وبالرغم من استحالة وضع مقياس دقيق للجرائم العابرة للحدود الوطنية إلا أن مشروع ميلينيوم بروجكت وهو خلية تفكير دولية، جمع إحصاءات حول جوانب عدة للجرائم العابرة للحدود الوطنية في عام 2009.
- التجارة العالمية المحظورة بحوالي 780 مليار دولار.
- التقليد والقرصنة بـ 300 مليار دولار إلى تريليون دولار.
- تجارة المخدرات العالمية بـ 321 مليار.

### الجرائم المهنية
قد يرتكب الأفراد الجريمة خلال فترة التوظيف أو البطالة. وأكثر أنواع الجرائم شيوعا هي السرقة والاحتيال، وتتفاوت درجات السرقة من سرقة قلم رصاص إلى أثاث أو سيارة. وتعد التجارة من الداخل، وهي المتاجرة بالأسهم من قبل فرد يمكنه الوصول لمعلومات غير متاحة للعموم، نوع من أنواع الاحتيال.

## العقوبة
في الولايات المتحدة قد تشمل الأحكام بحق جرائم ذوي الياقات البيضاء: السجن ، أوالغرامات،أو التعويض،أو خدمة المجتمع،أو إطلاق السراح المشروط أو عقوبات أخرى بديلة. وقد أصبحت هذه العقوبات أكثر صرامة بعد فضيحة جيفري سكيلينغ وشركة إنرون، وعندما مررت وثيقة ساربينز أوكسلي من قبل الكونغرس الأمريكي ووقعها الرئيس جورج دبليو بوش لتصبح قانون يعرف جرائم جديدة ويشدد العقوبات المفروضة على جرائم مثل: الاحتيال عن طريق البريد والهاتف. أما في دولاً أخرى كـالصين فقد يحكم على ذوي الياقات البيضاء بـالإعدام. إلا أن دول معينة مثل كندا تعد العلاقة بين الأطراف المتورطين عاملاً مهماً في تحديد الحكم حين يكون هنالك عنصر الإخلال بالثقة. ومازال الجدل حول عدم تكافؤ العقوبات وجرائم ذوي الياقات البيضاء مستمراً.